# 額縁放送

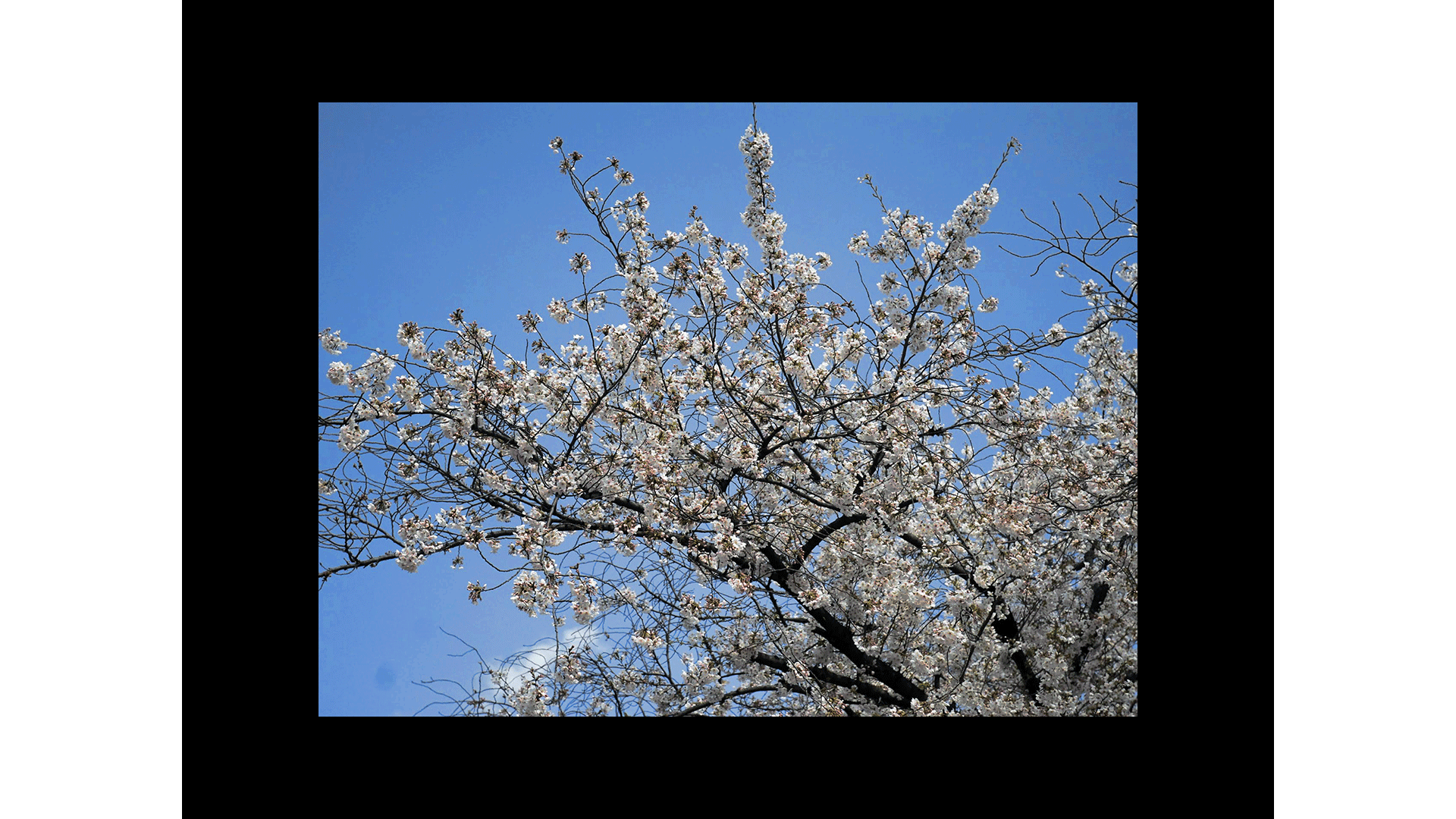

額縁放送（がくぶちほうそう）とはテレビ受像機やスマートフォンの視聴において、映像が額縁のように画面の中央部に枠付きで一回り小さく表示される現象の通称である。

## 概説
この状態は画角情報、または映像ソースが起因となり発生するものである。地上デジタル放送と地上アナログ放送の移行過渡期には、それに従って画面の縦横比が16:9のワイドサイズ画面テレビと比率が4:3のスタンダードサイズ画面テレビも移行過渡期にあった。そのため4:3型テレビでは16:9のワイドテレビで受像することを念頭に置いて放送されている番組を視聴する場合、額縁放送となる番組の放送形態が半数近くに及ぶ状態にあった。またワイドテレビでの地上波デジタル放送視聴でもCMや深夜アニメ、古い映画作品など4:3型テレビでの視聴を念頭に置いて制作された映像を中心に額縁放送の枠部分がさらに多い超額縁放送（後述）と呼ばれる形態も見られ、視聴者からの不満も寄せられた。
この額縁状態になる表示形式を英語ではウィンドウボックス (Windowbox) と呼ぶ。

## 原因

### 画角情報によるもの
この現象は縦横比（ただし表現は横：縦）4:3画面アスペクト比のテレビ（テレビ受像機・モニターなどの画像表示装置。以下、単にテレビと省略）でのみ発生する。
デジタル放送においては、16:9のワイド画面サイズでの視聴を前提としている。そのため4:3の映像（旧作のアニメやドラマなど）を放送する場合、放送局側は16:9の画面比率に合わせるため映像の左右の両端に"サイドパネル"や"黒幕(黒い付帯)"を付加する。黒幕や番組・放送局によっては、黒以外の色や模様の場合や番組タイトルやお知らせなどの映像の場合がある。
この映像をワイド画面サイズのテレビで視聴する場合は映像信号の縦横比と表示画面の縦横比が一致しているため問題はないが4:3の標準画面サイズテレビで視聴する場合、16:9の映像を4:3の画面に表示させるためチューナー側で映像の上下に黒い帯を追加する（この状態をレターボックスと呼ぶ）。結果、四方に黒い帯が付き額縁がついたような映像になってしまう。これが額縁放送である。
この問題はデジタル放送におけるハイビジョン映像信号の4:3識別信号（通常は画角情報とよばれ、放送信号の映像フォーマットのアスペクト比情報とは別な付加情報）を正しく運用することで解決できる。しかし地上・BSデジタルテレビジョン放送では運用規定で画角情報（パンベクトル）は運用しないことになっているため、規定の改定と機能実装が必要となる。
4:3識別信号の運用やその運用に因る影響などの詳細については、画角情報の記事を参照のこと。

### 映像ソースによるもの
この現象はワイド画面サイズのテレビと4:3画面サイズのテレビの両方で発生する。
映画などの映像ソースはワイド画角であるがアナログ放送では画面比率4:3が標準であったため、放送局の映像ライブラリには上下に黒い帯を付加して4:3画面に合わせたもの（レターボックス）が数多く存在する。
これをデジタル放送で放送する場合、
1. そのまま画面比率（アスペクト比）4:3の映像信号として送出する
2. 放送局側で映像の左右に黒い帯を付加して画面比率16:9の映像信号として送出する

の2通りの方法がある。
1.（映像信号が4:3）の場合
1-1）ワイド画面サイズのテレビではチューナー側で左右に黒い帯が付加され結果的に上下左右に黒い帯が入った額縁状態となり、
1-2）4:3画面サイズのテレビでは単に上下のみに帯が入る通常のレターボックス放送（ソース映像通りに表示）となる。
2.（映像信号が16:9）の場合は放送局での送出前の映像で既に額縁化が発生している場合
2-1）ワイド画面サイズのテレビで額縁放送（ソース映像通りに表示）になるほか、
2-2）4:3画面サイズではハイビジョン映像（画角情報16:9）を受信したと認識することで元の額縁状態の映像にさらにチューナー側が上下に黒い帯を付加する、いわゆる「超額縁放送（スーパー額縁放送）」という表示状態になる。
事例としては2003年12月の地上デジタルテレビジョン放送開始時に総務省からアナログ放送のサイマル放送でもデジタルハイビジョン放送の割合向上の指示が出たことにより、民放の放送局は当初これへの当面の対応策として従来のSD映像の左右に黒枠部分を付け足して16:9サイズの信号に変換して送るアップコンバート方式を多用した。その影響で4:3サイズのテレビの視聴において動画映像部分の上下左右の周囲四方に黒枠が付く状態となる「超額縁放送」映画が民放では多く放送されていた（詳細日本のデジタルテレビ放送#課題を参照）。

## その他
上記の他、製作者の意図により16:9で製作されている作品において4:3の画面に見せるために左右部分を黒帯とした映像を4:3テレビで視聴すると画面が額縁状態となる。
また4:3で製作されたアニメーション等で演出（や上映）の都合で画面のアスペクト比をビスタサイズや16:9の画面に見せるために画面の上下を使用しない、"貧乏ビスタ"と呼ばれる技法が使われることがある。16:9の時代になってからも演出の技法として使われる（その場合、アスペクト比はさらに横長になる）。
2010年代からアスペクト比が20:9や21:9のスマートフォンが増加しているが、ネット動画のフォーマットは16:9になっているため、一部で額縁状態になってしまっている。

## 機器側の動作に関して
地上デジタルチューナー（ケーブルテレビ用のセットトップボックスも含む）の中には画角情報のありなしに関わらず強制的にパンスキャン（4:3の画面サイズいっぱいに拡大）表示を指定できる機能を搭載しているものがあり、このような機器では全ての番組で額縁状態を回避可能だった（ただし、パンスキャン表示を指定している間は額縁放送以外の番組・映像も全てパンスキャン表示）になる。